# Éplessier
Éplessier – miejscowość i gmina we Francji, w regionie Hauts-de-France, w departamencie Somma.
Według danych na rok 1990 gminę zamieszkiwały 312 osoby, a gęstość zaludnienia wynosiła 22 osoby/km² (wśród 2293 gmin Pikardii Éplessier plasuje się na 688. miejscu pod względem liczby ludności, natomiast pod względem powierzchni na miejscu 226.).